# Автостради в Албанії
Автостради в Албанії (алб. Autostrada or Autoudhë) — система автодоріг з контрольованим доступом в Албанії, переважно під наглядом Міністерства інфраструктури та енергетики. Автомобільні дороги характеризуються як дороги з принаймні двома смугами в кожному напрямку руху, включаючи аварійну смугу та максимально дозволену швидкість не менше 110 кілометрів за годину (68 миля/год) . 
Найдовшою автострадою в Албанії є автострада А1, яка з'єднує Дуррес в Албанії та Приштину в Косово. Також є автострада від Фієра до Вльори, автострада А2, а також автострада А3 від Тирани до Ельбасана . Більшість автомагістралей все ще будуються або перебувають на різних стадіях розвитку, наприклад, такі як об'їзди Фієр і Тирана та заплановані ділянки між Туманою та Кашаром, а також між Мілотом і Баллдреном. У чомусь албанські дорожні знаки на автомагістралях мають певну схожість із знаками Італії. 

## Автостради

### Завершено
| Автострада | Округ                       | Довжина             | Міста                            | Опис |
| ---------- | --------------------------- | ------------------- | -------------------------------- | --- |
|            | Дуррес, Тирана, Леже, Кукес | 114 км (71 миля)    | Дуррес, Лач, Леже, Ррешен, Кукес | А1 ( алб. Autostrada A1 ) - це в основному чотири смуги руху, платна автострада протяжністю 114 км (71 миля) . Автострада з'єднує узбережжя Адріатичного моря Албанії в Дурресі на південному заході та албанські Альпи в Моріне на північному сході. Починаючи з 2020 року, автомагістраль модернізується до повного стандарту автошляхів. Це частина європейського маршруту E851, Загальноєвропейського коридору X та запропонованої автомагістралі Адріатико-Іонічний . |
|            | Фієр, Вльора                | 46,5 км (28,9 миля) | Фієр, Вльора                     | A2 ( алб. Autostrada A2 ) - це автомагістраль із чотирма смугами руху, що охоплює 46,5 км (28,9 миля) . Автострада з'єднує Фієр на півночі від Об'їзду Фієра до Вльори на півдні до Об'їзду Вльори. Обхід Фієра був завершений у червні 2020 року. Це буде сегмент запропонованої автомагістралі Адріатика – Іонічний. |
|            | Тирана, Елбасан             | 31,1 км (19,3 миля) | Тирана, Елбасан                  | A3 ( алб. Autostrada A3 ) - це автомагістраль із чотирма смугами руху, яка охоплює 31,1 км (19,3 миля) . Автострада з’єднує Тирану на північному заході з Елбасаном на південному сході. Це частина Загальноєвропейського коридору VIII . |

### Майбутні проекти
| Автострада | Округ                      | Довжина          | Розділ           | Опис | Планове завершення |
| ---------- | -------------------------- | ---------------- | ---------------- | --- | ------------------ |
|            | Леже, Дуррес, Тирана, Фієр | 115 км (71 миля) | Міло - Фієр      | Зв'язуючи А1 із центральною та південною Албанією, ділянка між Мілотом та Фієром є частиною запланованої Адріатично-Іонійської автостради . Будівництво ділянки між Туманою та Кашаром розпочалось у 2019 році, але роботи припинились через перерозподіл коштів.   | 2024 рік           |
|            | Леже                       | 17 км (11 миля)  | Міло - Болдрен   | Ділянка між Мілотом і Баллдреном є частиною коридору Тирана-Шкодер, що з'єднує А1 на розв'язку Мілот з північно-албанськими курортами Адріатичного моря. Проект включає будівництво тунелю в обхід Леже і є частиною запланованої Адріатично-Іонійської автостради. | -                  |
|            | Ельбасан, Берат, Гірокастр | 79 км (49 миля)  | Берат - Тепелена | Будівництво ділянки між Бератом і Тепеленою знаходиться в процесі планування. Об'їзд Тепелени був завершений у липні 2020 року | -                  |